# Dosis equivalente
| Radiación                                                                           | Energía          | wR |
| ----------------------------------------------------------------------------------- | ---------------- | -- |
| Rayos X, Rayos gamma, electrones, positrones, muons                                 |                  | 1  |
| neutrones                                                                           | < 10 keV         | 5  |
|                                                                                     | 10 keV - 100 keV | 10 |
|                                                                                     | 100 keV - 2 MeV  | 20 |
|                                                                                     | 2 MeV - 20 MeV   | 10 |
|                                                                                     | > 20 MeV         | 5  |
| protones                                                                            | > 2 MeV          | 2  |
| partículas alfa, productos provenientes de la fisión nuclear, Núcleo atómico pesado |                  | 20 |

La dosis equivalente es una magnitud física que describe el efecto relativo de los distintos tipos de radiaciones ionizantes sobre los tejidos vivos. Su unidad de medida es el sievert. La dosis equivalente es un valor con mayor significado biológico que la dosis absorbida.
La dosis equivalente H se calcula multiplicando la dosis absorbida D por un factor de evaluación {\displaystyle w_{R}} (por las siglas en inglés de radiation weighting factor).
Este factor {\displaystyle w_{R}} se obtiene multiplicando el factor de calidad Q (que vale 1 para rayos X, rayos gamma y partículas beta, pero que es mayor para protones, neutrones, partículas alfa, tac), por un factor modificado N, que vale 1 para fuentes externas de radiación, pero que puede tomar otro valor definido por una autoridad competente cuando se usa para fuentes internas.